# 2024年梅竹賽
民國113年（2024年）甲辰梅竹賽為第五十六屆國立清華大學與國立陽明交通大學之間的梅竹賽，於2024年3月1日至3月3日舉行。本屆賽事由國立清華大學主辦，國立陽明交通大學協辦，賽事口號為「狐皮披肩，甲面騎士出動；熊心壯志，辰功唾手可得」。
本屆梅竹賽開幕典禮，因雨改在室內場地清大旺宏館國際會議廳舉行，由清大校長高為元、陽明交大校長林奇宏敲鑼揭開序幕，並邀請新竹市長高虹安與會致詞。高為元校長表示，梅竹賽象徵著兩校密切的合作關係；林奇宏校長表示，希望梅竹精神永存，梅竹賽可以年年舉行；高虹安市長致詞時，先是說每到3月新竹市民總想「整頓交通」，引起清大群眾一陣歡呼；再說站在市長的立場則希望「交通順暢」，陽明交大群眾響起掌聲。
本屆賽事共有10項正式賽，另有9項不計點的表演賽。賽事結果，國立陽明交通大學以6比4獲得本屆總錦標。此為國立陽明大學及國立交通大學兩校於2021年2月1日正式合併後，以「國立陽明交通大學」獲得的第一個梅竹賽總錦標。

## 賽事結果

### 正式賽
本屆正式賽比賽項目與前一年相同，共計10個項目。清大在象棋、網球、棒球及女排等4項目取得勝利；陽明交大在桌球、羽球、橋藝、女籃、男籃及男排等其餘6項獲勝。
| 項目   | 比賽日期                  | 勝隊     | 備註                       |
| ------ | ------------------------- | -------- | -------------------------- |
| 桌球   | 2024年3月1日              | 陽明交大 | 4：2，陽明交大獲勝         |
| 羽球   | 2024年3月1日              | 陽明交大 | 3：2，陽明交大獲勝         |
| 橋藝   | 2024年3月2日—2024年3月3日 | 陽明交大 | 52.15：27.85，陽明交大獲勝 |
| 象棋   | 2024年3月2日              | 清大     | 4.5：1.5，清大獲勝         |
| 網球   | 2024年3月2日              | 清大     | 3：2，清大獲勝             |
| 棒球   | 2024年3月2日              | 清大     | 7：2，清大獲勝             |
| 女籃   | 2024年3月2日              | 陽明交大 | 71：58，陽明交大獲勝       |
| 男籃   | 2024年3月2日              | 陽明交大 | 76：69，陽明交大獲勝       |
| 男排   | 2024年3月3日              | 陽明交大 | 3：1，陽明交大獲勝         |
| 女排   | 2024年3月3日              | 清大     | 3：1，清大獲勝             |
| 總錦標 |                           | 陽明交大 | 6：4，陽明交大取得總錦標   |

### 表演賽
本屆表演賽比賽項目較前一年多1項西洋棋，其餘與前一屆相同。表演賽共計9個項目，陽明交大在撞球、女網與射箭等3項目取得勝利；清大在女桌、圍棋、西洋棋與壘球等4項目取得勝利；劍道與足球2項目平手。
| 項目   | 比賽日期     | 勝隊     | 備註               |
| ------ | ------------ | -------- | ------------------ |
| 撞球   | 2024年3月1日 | 陽明交大 | 3：0，陽明交大獲勝 |
| 女桌   | 2024年3月1日 | 清大     | 3：1，清大獲勝     |
| 劍道   | 2024年3月1日 | 平手     | 1：1，平手         |
| 圍棋   | 2024年3月2日 | 清大     | 11：2，清大獲勝    |
| 女網   | 2024年3月2日 | 陽明交大 | 2：1，陽明交大獲勝 |
| 西洋棋 | 2024年3月3日 | 清大     | 2：1，清大獲勝     |
| 足球   | 2024年3月3日 | 平手     | 1：1，平手         |
| 射箭   | 2024年3月3日 | 陽明交大 | 3：2，陽明交大獲勝 |
| 壘球   | 2024年3月3日 | 清大     | 8：3，清大獲勝     |

## 爭議
原先陽明交大啦啦隊組織「火力班」規劃於2月28日舉行甲辰梅竹賽校外遊行，以炒熱賽事氣氛。經自由時報披露該消息後，有該報讀者批評該活動不尊重歷史以及遇難者，同時該報提及陽明交大火力班原本希望當天遊進清華大學校園，但清大校方認為該日不妥而婉拒其入校。陽明交大林奇宏校長對此回應，2月28日只是一個日期，不必然要悲情以對，228已成為台灣的圖騰禁忌，更成為特定政治人物每年兌換個人政治利益的提款機。林奇宏的言論引發部分學生不滿，向媒體投書譴責，比如曾任梅竹賽選手的陽明交大碩士生賴彥丞於2月25日投書自由時報《陽明交大的228爭議與校長謬論》。而後，林奇宏表示若有發言讓人感到不舒服，他感到抱歉。而遊行日期改為3月1日，地點改在校內舉行。
本屆梅竹賽舉行前一日，2月29日深夜，清大校園多處遭撒冥紙，裝置藝術品「堅毅之心」被塗鴉，疑似為兩校互相示威的「夜襲」傳統。之後多人在網路論壇上批評該行為，清大學務長表示接獲陽明交大學務長致電，對學生失控情形感到抱歉。

## 逸聞
國立陽明大學及國立交通大學兩校合併為國立陽明交通大學（簡稱陽明交大）已超過三年，但該校在標語製作仍寫「交大」稱霸；2024甲辰梅竹官網上的兩校比分紀錄仍寫「交大 X：X 清大」。

## 圖集

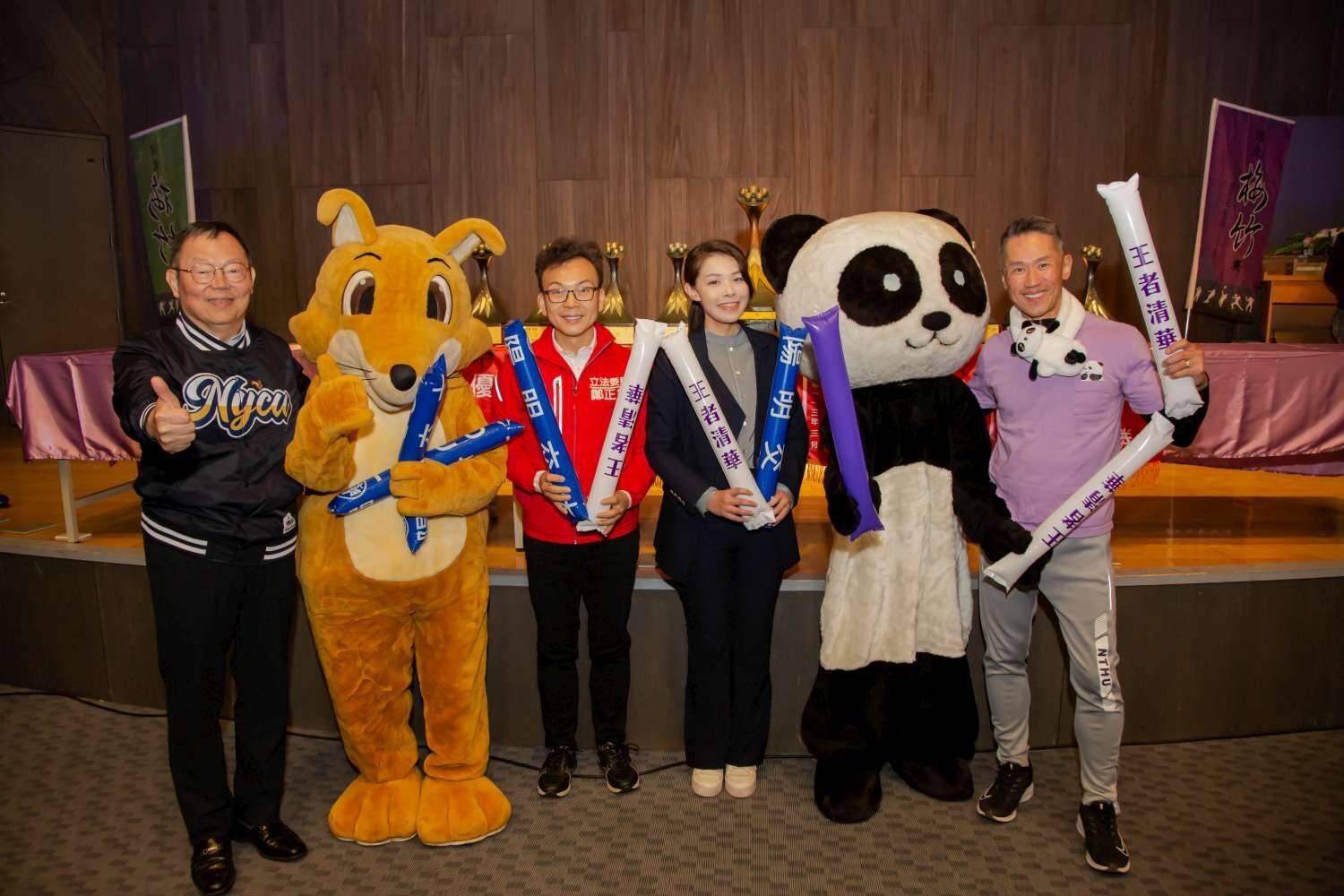
梅竹賽開幕，嘉賓高虹安市長、鄭正鈐立委與兩校校長、吉祥物合影
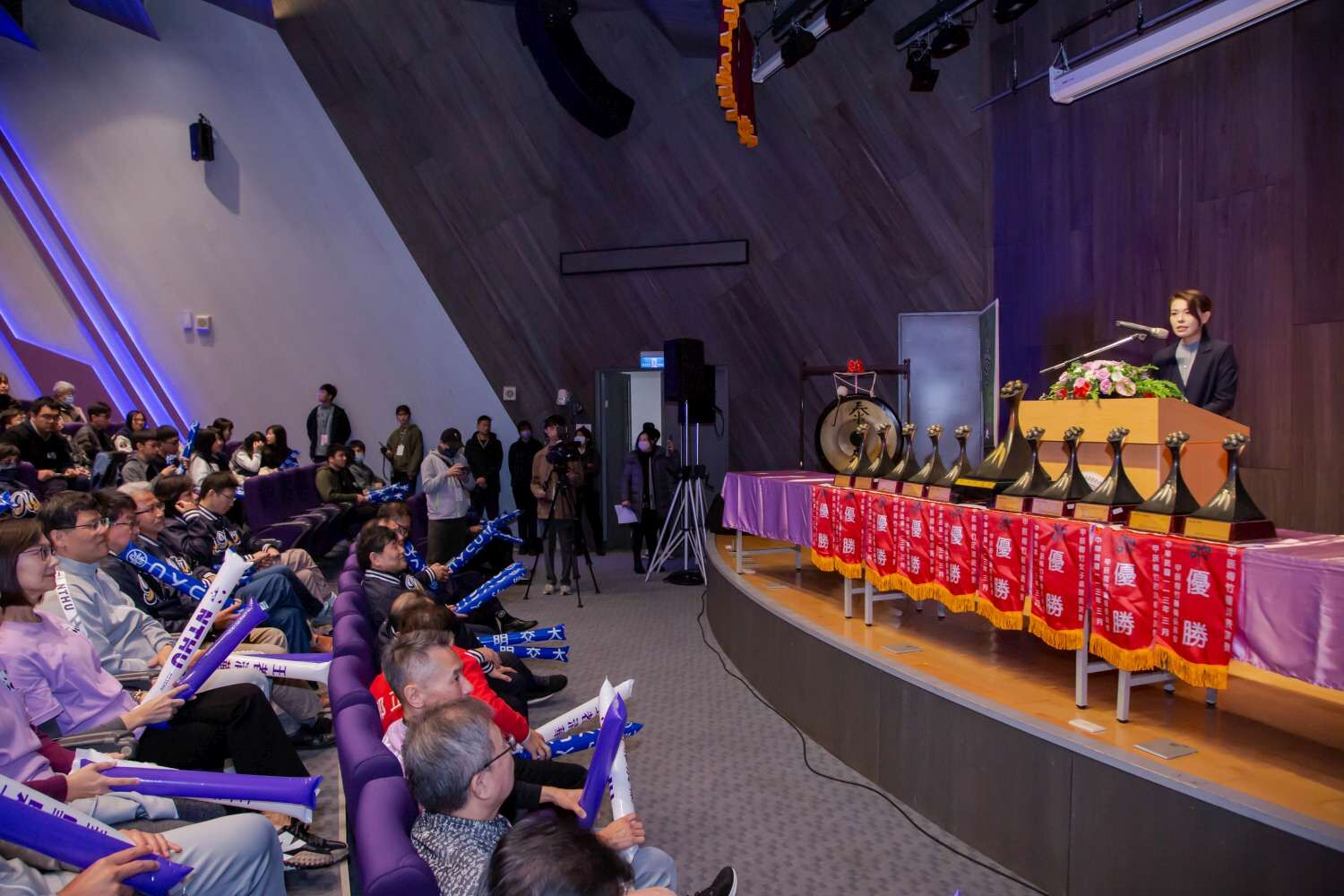
梅竹賽開幕，高虹安市長致詞
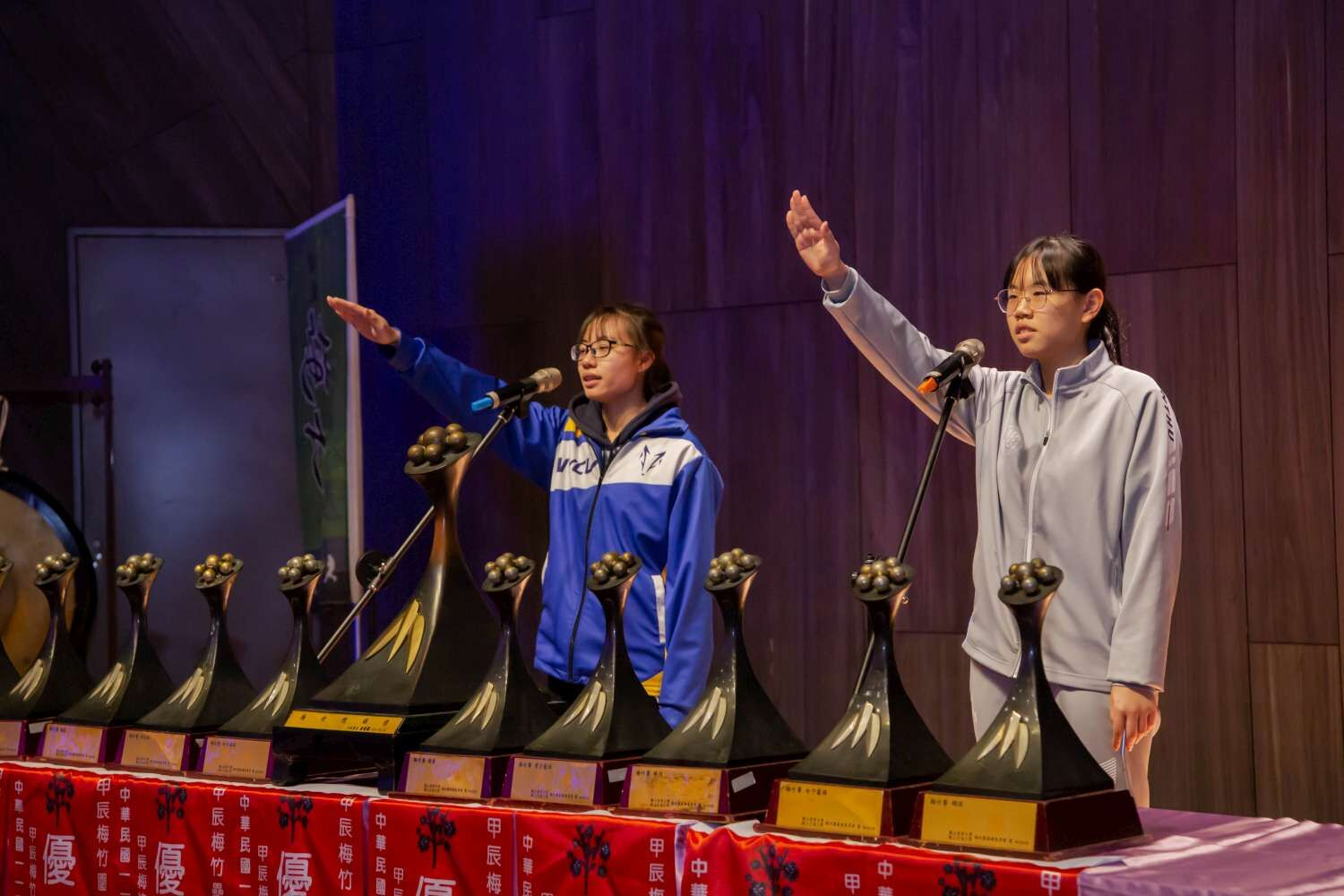
兩校運動員代表宣誓（清華女排隊長周容安（右）、陽明交大女排隊長紀劭靜（左））
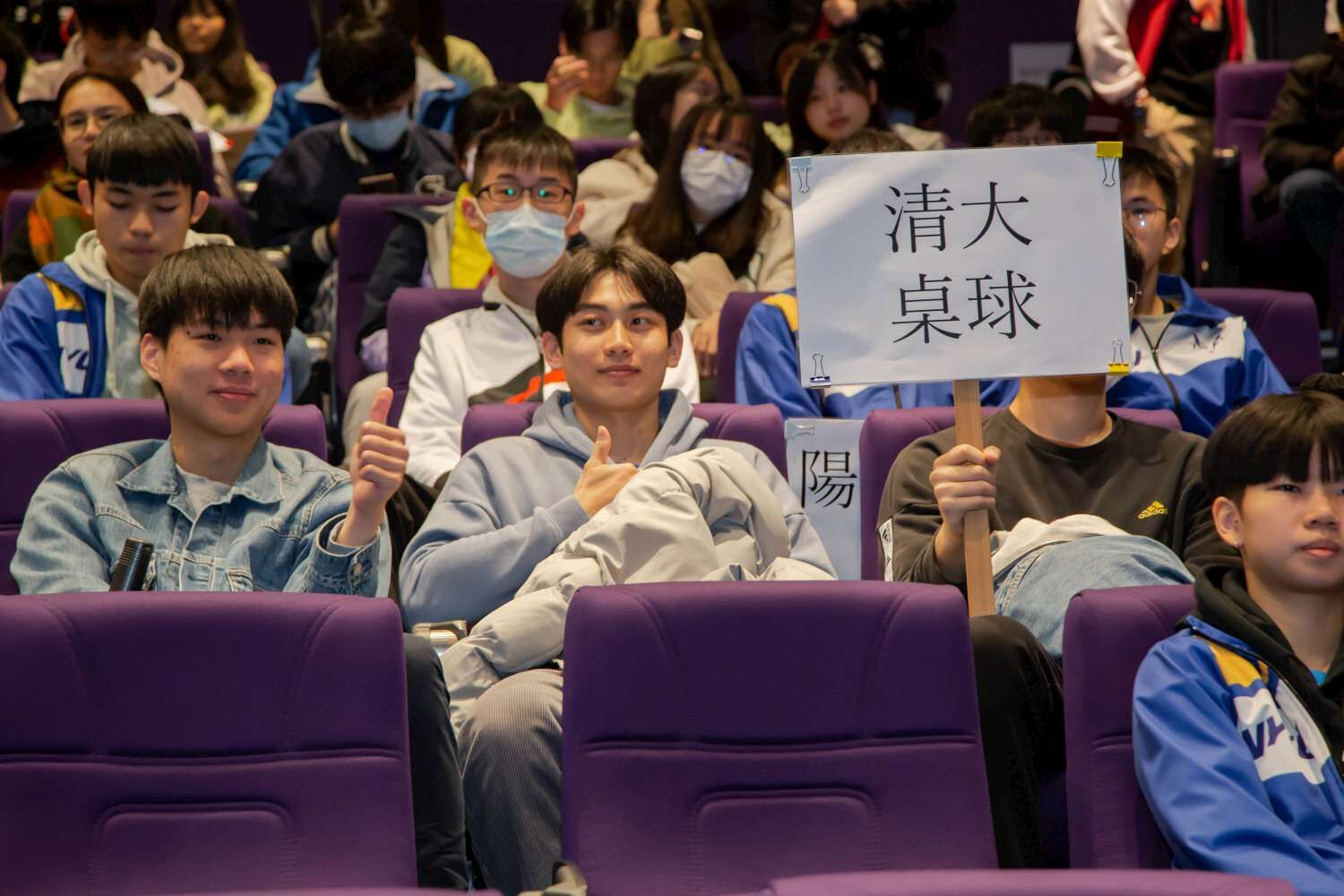
梅竹賽開幕清大桌球隊代表
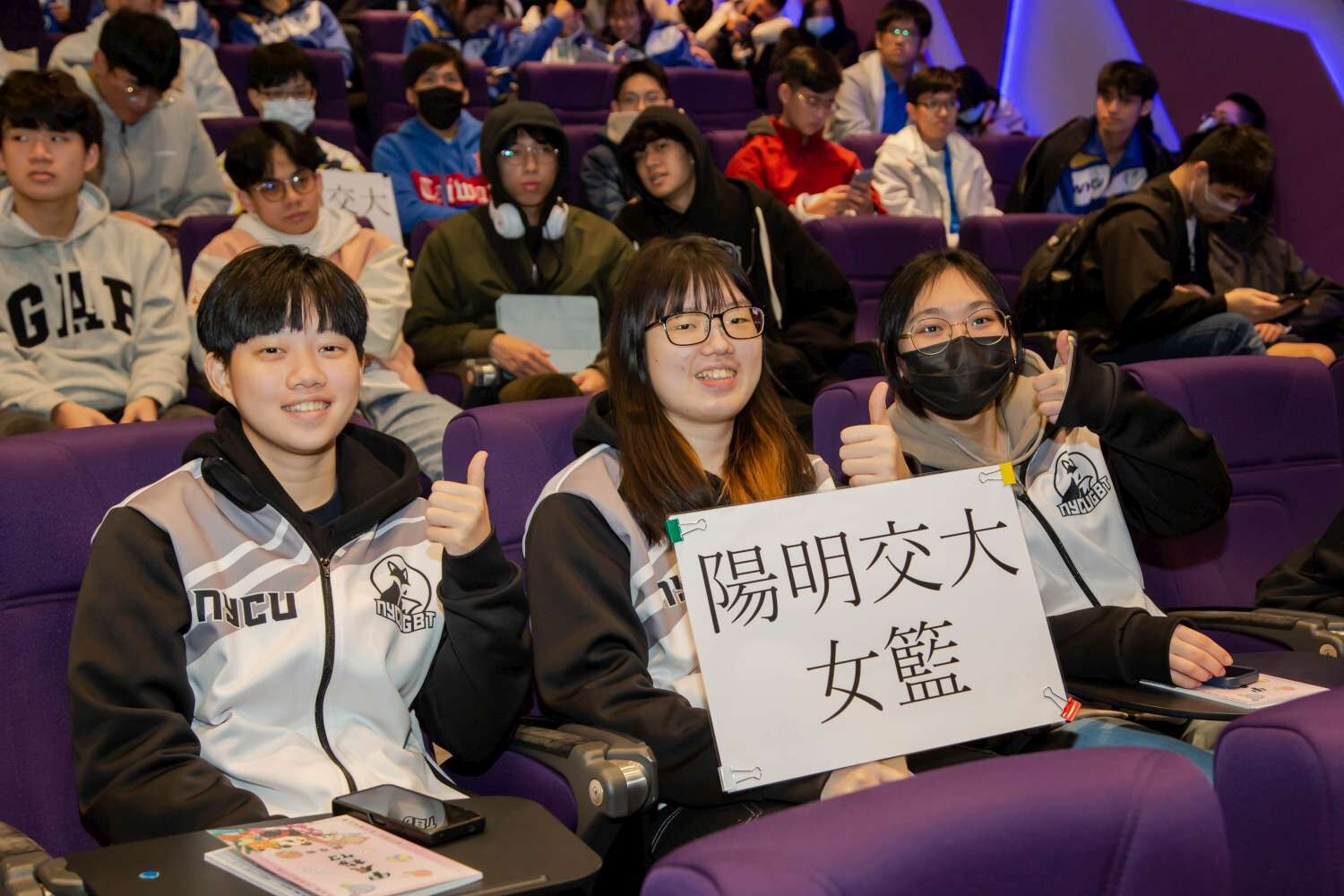
梅竹賽開幕陽明交大女籃隊代表

## 外部連結
- 甲辰梅竹官方網站
- 梅竹籌備委員會的Facebook專頁
- 梅竹籌備委員會的Instagram帳戶